# 崔龍見
崔龙见（1741年—1817年），字翘英，号曼亭、万迥居士、迦音居士，江苏阳湖县人。清朝诗人、官员。

## 生平
祖籍山西永济，迁居常州。乾隆二十六年（1761年）辛巳恩科进士，授陕西南郑县知县，调富平县。历官杭州府同知、湖北荆州府知府、四川顺庆府知府。官至湖北荆宜施道。赵怀玉撰墓志。工诗词，有《茝坪诗草》、《万迥小草》、《鸣秋合簌》等。

## 家庭及關聯
- 父：崔琳，雍正元年進士、官至河南南汝道。
- 正室：武進段莊錢氏錢孟鈿，乾隆十年狀元、官至刑部左侍郎錢維城之女。[1]